# Victoria and Albert Mountains
Die Victoria and Albert Mountains sind eine Bergkette auf Ellesmere Island, Nunavut, in Kanada. Sie ist eine der nördlichsten Bergketten der Welt und der Arktischen Kordillere. Der höchste Berg ist der Agassiz Ice Cap Summit mit 2201 Metern. Die Bergkette erstreckt sich über ein Gebiet von 37.650 km².